# Fondation de l’Hermitage

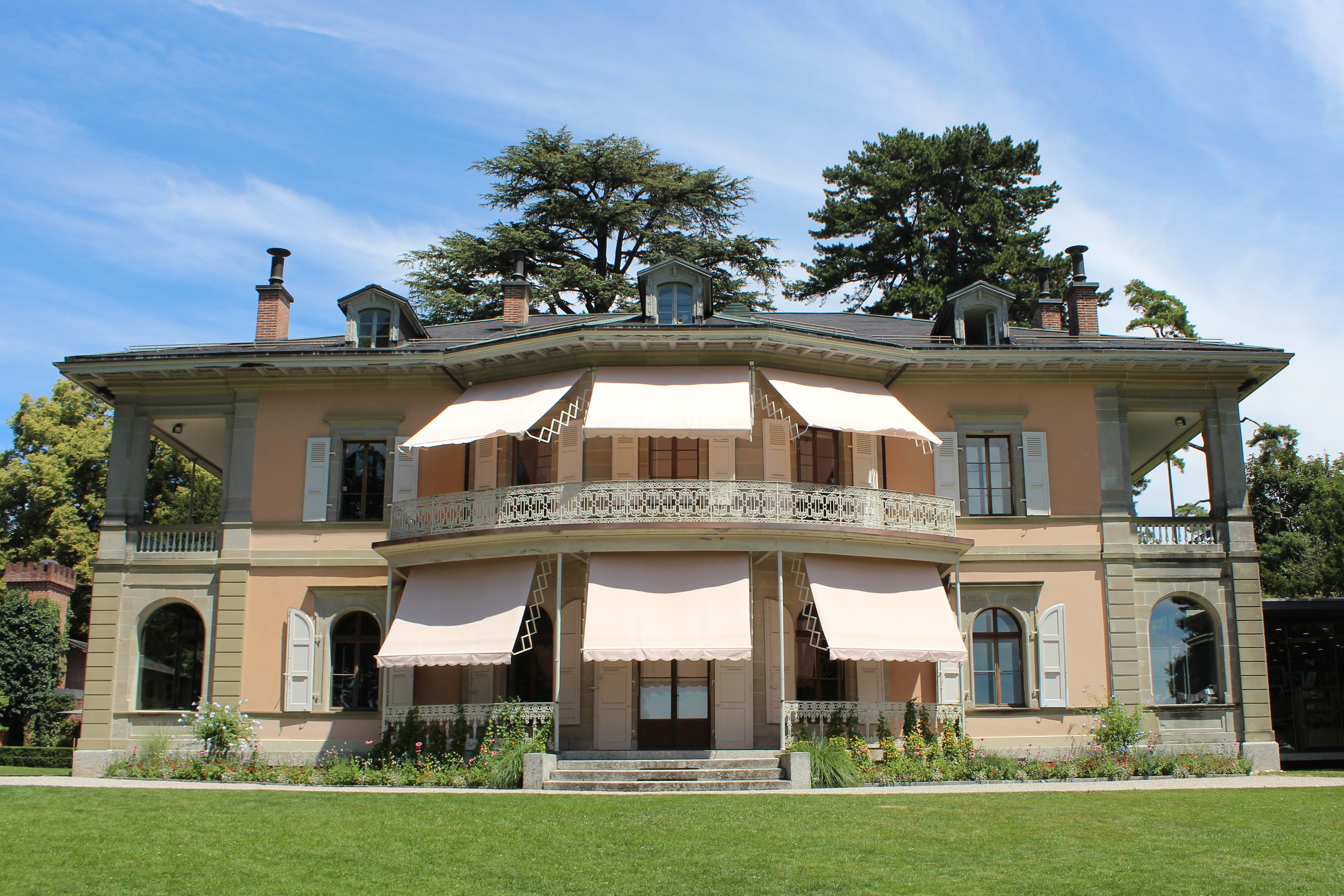
Südfassade der Villa «l’Hermitage» im Juli 2018

Die Fondation de l’Hermitage ist ein Museum der schönen Künste in Lausanne, im Kanton Waadt, in der Schweiz. Das Museum ist vom Parc de l’Hermitage umgeben.

## Geschichte
Die Villa «l’Hermitage», die sich auf einer Anhöhe über der Stadt befindet, wurde zwischen 1850 und 1853 für den Lausanner Bankier Charles-Juste Bugnion (1811–1897) auf einem Grundstück erbaut, das er 1841 erworben hatte. Auf dem Gelände befanden sich zu dem Zeitpunkt Gärten sowie Wohn- und Wirtschaftsgebäude, die Bugnion mehrheitlich abtragen liess. Gemäss einer damals empfohlenen Praxis wurde zunächst der Park angelegt, bevor mit dem Bau des Haupthauses begonnen wurde. Möglich ist aber auch eine Verzögerung aus finanziellen Gründen. Der Name des Gartenarchitekten ist nicht mit Sicherheit überliefert, möglicherweise war es Frédéric Weger. Auch die Zuschreibung des Entwurfs für das klassizistische Haupthaus an den Architekten Louis Wenger bleibt ungewiss. Wenn man der Darstellung des Malers François Bonnet im Gemälde Un bal à l’Hermitage (datiert auf nach 1853) glauben darf, wurde das Haus bald nach seiner Fertigstellung zu einem beliebten Veranstaltungsort für Festlichkeiten der Lausanner Oberschicht.

## Museum
1976 schenkte die Familie Bugnion das Haus der Stadt. Es wurde eine Stiftung gegründet, mit dem Zweck, das Gebäude zu restaurieren, zu erhalten und bekannt zu machen. Sie sollte jährlich zwei bis drei Kunstausstellungen durchführen. Gründungsdirektor wurde der Kunsthistoriker François Daulte, der mehr als 30 Ausstellungen für das Museum kuratierte. Die erste Ausstellung befasste sich 1984 mit dem Impressionismus in Sammlungen der Romandie. Seither haben über zwei Millionen Besucher rund 80 Ausstellungen besucht. Es gab monothematische Ausstellungen (beispielsweise über Bonnard, Baselitz, Giacometti, Hopper, Magritte, Miró, Monet, Borgeaud), Ausstellungen (über den Pointillismus, den Futurismus, englische Aquarelle, die spanische Malerei des ausgehenden 19. Jahrhunderts und der Moderne), oder es wurden Leihgaben aus öffentlichen (Museen in Barcelona, Lyon, Athen, Montpellier) oder privaten Sammlungen (Gould, Weinberg, Planque, Hahnloser, Bonna) gezeigt. Ein Raum ist dauerhaft der Familie Bugnion gewidmet. Ein Buchladen ergänzt das Angebot.
Das Untergeschoss beherbergt – neben einem modernen Erweiterungstrakt – die permanent gezeigte Ausstellung chinesischer Keramik der Collection Vergottis. Sie besteht aus rund 400 Objekten aus dem 12. bis 19. Jahrhundert und wurde von Marie Vergottis zusammengetragen, einer Sammlerin und Angehörigen einer griechischen Reederfamilie.
Die Fondation de l’Hermitage besitzt ausserdem eine Sammlung mit 600 Werken, die nicht dauerhaft ausgestellt wird, jedoch dem Publikum regelmässig im Rahmen von Ausstellungen gezeigt oder an andere Museen ausgeliehen wird. Das Gebäude – KGS-Nr. 6173 – und die Sammlungen – KGS-Nr. 8698 - gehören dem Schweizerischen Inventar der Kulturgüter von nationaler und regionaler Bedeutung an. Das Museum unterhält einen zahlungskräftigen Kreis sogenannter Mäzene und Freunde, deren Namen regelmässig publiziert werden. Derzeitiger Hauptmäzen ist der Nahrungsmittelkonzern Nestlé in Vevey.